# CHAIN OF FRIENDS 〜PANORAMA TOUR 2005〜
『CHAIN OF FRIENDS 〜PANORAMA TOUR 2005〜』（チェイン・オブ・フレンズ・パノラマツアー2005）は、日本のギタリスト、押尾コータローの3枚目のDVD。2006年2月22日東芝EMIから発売された。

## 解説
2年半ぶり通算2枚目のライブDVD。メジャー4作目アルバム『Panorama』収録曲を中心に組まれたセットリストで2005年秋から冬にかけて開催された「PANORAMA TOUR」より13曲を収録。加えて舞台裏・オフステージでの素顔が伝わるドキュメントに加え、映像特典として、トヨタ自動車「ハイブリッド・シナジー・ドライブ」CM曲「Friend CM version」を初収録。

## 収録曲
| #   | タイトル                    | 作詞 | 作曲           | 初出アルバム             |
| --- | --------------------------- | ---- | -------------- | ------------------------ |
| 1.  | 「Departure」               |      | 押尾コータロー | Panorama （2005年）      |
| 2.  | 「コンドルは飛んで行く」    |      | 押尾コータロー | Panorama（2005年）       |
| 3.  | 「オーロラ」                |      | 押尾コータロー | Panorama（2005年）       |
| 4.  | 「Passion」                 |      | 押尾コータロー | Panorama（2005年）       |
| 5.  | 「Friend」                  |      | 押尾コータロー | Panorama（2005年）       |
| 6.  | 「翼 〜you are the HERO〜」 |      | 押尾コータロー | Be HAPPY（2004年）       |
| 7.  | 「サバンナ」                |      | 押尾コータロー | Panorama（2005年）       |
| 8.  | 「Brilliant Road」          |      | 押尾コータロー | Panorama（2005年）       |
| 9.  | 「オアシス」                |      | 押尾コータロー | Panorama（2005年）       |
| 10. | 「Dancin' コオロギ」        |      | -              | KOTARO OSHIO（1999年）   |
| 11. | 「HARD RAIN」               |      | 押尾コータロー | STARTING POINT（2002年） |
| 12. | 「家路」                    |      | 押尾コータロー | Panorama（2005年）       |

### 特典映像
| #  | タイトル              | 作詞 | 作曲           | 初出アルバム |
| -- | --------------------- | ---- | -------------- | ------------ |
| 1. | 「Friend CM version」 |      | 押尾コータロー | -            |